# Leo Weinmayer
Leo Weinmayer (* 1884 in Neukolonie, Wolga-Gebiet, Russisches Kaiserreich; † nach 1930 in der Sowjetunion) war ein russlanddeutscher römisch-katholischer Geistlicher und Märtyrer.

## Leben
Leo Weinmayer wuchs im Bistum Tiraspol auf. Er studierte Theologie im Priesterseminar Saratow und wurde zum Priester geweiht. Dann studierte er Orgelmusik in Bayern und Wien und war Organist im Dom von Saratow. Er wirkte von 1921 bis 1928 als Pfarradministrator in Pfeifer (Wolgagebiet) und floh vor der Geheimpolizei. 1931 wurde er in Obermonjou verhaftet und kam ins Gefängnis nach Pokrowsk. Seitdem ist er verschollen.

## Gedenken
Die Römisch-katholische Kirche in Deutschland nahm Leo Weinmayer als Märtyrer in das deutsche Martyrologium des 20. Jahrhunderts auf.